# Верхний Обалыш
Верхний Обалыш (мар. Овалжымучаш) — деревня в Новоторъяльском районе Республики Марий Эл. Входит в состав Чуксолинского сельского поселения.

## География
Находится в северо-восточной части республики Марий Эл на расстоянии приблизительно 10 км по прямой на северо-восток от районного центра посёлка Новый Торъял.

## История
Известна с 1811 года, когда здесь было отмечено 20 домов. В 1884 года говорится, что в деревне было 7 дворов, 150 жителей (все черемисы). В 1925 году в ней проживали 156 человек мари и 6 русских. В 1970 году здесь числилось 185 жителей в 32 хозяйствах. В советское время работали колхозы «Ужара» и «Немда».

## Население
Население составляло 38 человек (мари 97 %) в 2002 году, 24 в 2010.